# Лактат натрия
Лакта́т на́трия — натриевая соль молочной кислоты (натрий молочнокислый). Используется в пищевой промышленности в качестве пищевой добавки Е325 как регулятор кислотности, влагоудерживающий агент, эмульгирующая соль, синергист антиоксидантов.

## Внешний вид
Белый кристаллический порошок. Продажный продукт (60 % сироп) — светло-коричневая сиропообразная однородная жидкость без наличия взвешенных частиц и осадка со слегка солёным вкусом.

## Физико-химические показатели
- Массовая доля лактата натрия (концентрация) — 60 %
- Реакция среды — 6,5-7,0 рН
- Титруемая кислотность — не более 0,13 % молочной кислоты

## Получение
Получают ферментированием источников сахара, таких как кукуруза или сахарная свекла, с последующей нейтрализацией образующейся молочной кислоты.

## Применение
Особенно эффективно применение лактата натрия в производстве эмульсионных ликеров, кремов и коктейлей с целью увеличения сроков их хранения и улучшения органолептических свойств.
Лактат натрия как эффективная водосвязывающая добавка, способствующая увеличению продолжительности хранения продуктов, используется главным образом для мясопродуктов в вакуумной упаковке, предназначенных для хранения в замороженном виде.
При консервировании овощей обеспечивает однородность рассола, улучшает вкус продукта, содержащего маслины, корнишоны, томаты, лук.
Используется для подкисления теста, так как придает хлебу его характерный вкус.
Иногда используется в составах шампуней и жидких мыл в качестве увлажняющего агента.